# Phase finale de la Ligue Europa 2016-2017
Pour un article plus général, voir Ligue Europa 2016-2017.
Navigation
Phase de groupes Finale
La phase finale de l'édition 2016-2017 de la Ligue Europa démarre le 16 février 2017 avec la phase aller des seizièmes de finale et se termine le 24 mai 2017 avec la finale à la Friends Arena de Solna afin de décider du vainqueur de la compétition.
Un total de trente-deux équipes y prend part.
Jusqu'au 25 mars 2017 (huitièmes de finale), les horaires sont en CET (UTC+1), ils passent ensuite en CEST (UTC+2) pour les quarts de finale et au-delà.

## Calendrier
Tous les tirages au sort ont lieu au quartier général de l’UEFA à Nyon en Suisse.
| Phase                                                  | Tirage au sort               | Date aller                   | Date retour                  | Équipes participantes |
| ------------------------------------------------------ | ---------------------------- | ---------------------------- | ---------------------------- | --------------------- |
| Seizièmes de finale                                    | 12 décembre 2016             | 16 février 2017              | 23 février 2017              | 32 (24 + 8)           |
| Huitièmes de finale                                    | 24 février 2017              | 9 mars 2017                  | 16 mars 2017                 | 16                    |
| Quarts de finale                                       | 17 mars 2017                 | 13 avril 2017                | 20 avril 2017                | 8                     |
| Demi-finales                                           | 21 avril 2017                | 4 mai 2017                   | 11 mai 2017                  | 4                     |
| Finale                                                 | mercredi 24 mai 2017 à Solna | mercredi 24 mai 2017 à Solna | mercredi 24 mai 2017 à Solna | 2                     |
| en italique : clubs repêchés de la Ligue des champions |                              |                              |                              |                       |

Certains matchs peuvent également être joués le mardi ou le mercredi en cas de conflits organisationnels.

## Format
La phase finale concerne trente-deux équipes : vingt-quatre d'entre elles s'étant qualifiées en tant que 1ers ou 2es de chacun des douze groupes lors de la phase de groupes, et les huit autres étant les 3es des groupes de la Ligue des champions.
Lors de la phase finale, chaque confrontation, à l'exception de la finale, se joue sur deux matchs, chaque équipe jouant un match à domicile et à l'extérieur. L'équipe ayant marqué le plus de buts à l'agrégat avance à la phase suivante. Si les deux équipes sont à égalité, la règle des buts marqués à l'extérieur s'applique (l'équipe ayant marqué le plus de buts à l'extérieur sur les deux matchs est qualifiée). Si les buts marqués à l'extérieur ne permettent de départager les deux équipes, trente minutes de prolongations s'ensuivent. La règle des buts marqués à l'extérieur s'applique également lors de cette phase si d'autres buts sont marqués. Si aucun autre but n'est marqué durant les prolongations, le vainqueur est décidé aux tirs au but. Lors de la finale, qui n'est jouée que sur un seul match, si les deux équipes sont à égalité à l'issue du temps réglementaire, les prolongations sont jouées, suivies par les tirs au but si les deux équipes n'ont pu se départager.
La mécanique des tirages au sort pour chaque phase est la suivante :
- Lors du tirage au sort des seizièmes de finale, les douze 1ers des groupes et les meilleurs 3es de la phase de groupe de la Ligue des champions sont têtes de série, les douze 2es et les autres 3es de la Ligue des champions ne sont donc pas têtes de série. Les têtes de série sont opposées aux non-têtes de série, les têtes de série jouant forcément le match retour à l'extérieur. Les équipes du même groupe ou de la même associations ne peuvent être opposées lors de cette phase.
- Lors du tirage au sort des huitièmes de finale, il n'y a pas de tête de série, et les équipes du même groupe ou de la même association ne peuvent être opposées lors de cette phase.

Le 17 juillet 2014, le Panel d'urgence de l’UEFA décide que les clubs ukrainiens et russes ne peuvent être tirées ensemble « jusqu'à nouvel ordre » en raison de la situation politique entre les deux pays. De ce fait, les clubs ukrainiens et russes ne peuvent être opposés lors d'aucune phase, à l'exception de la finale.

## Équipes qualifiées
Beşiktaş
 Fenerbahçe
| Groupe | 1er de groupe - Tête de série | 2e de groupe - Non-tête de série |
| ------ | ----------------------------- | -------------------------------- |
| A      | Fenerbahçe SK                 | Manchester United                |
| B      | APOEL Nicosie                 | Olympiakos                       |
| C      | AS Saint-Étienne              | RSC Anderlecht                   |
| D      | Zénith Saint-Pétersbourg      | AZ Alkmaar                       |
| E      | AS Rome                       | Astra Giurgiu                    |
| F      | KRC Genk                      | Athletic Bilbao                  |
| G      | Ajax Amsterdam                | Celta Vigo                       |
| H      | Chakhtar Donetsk              | KAA La Gantoise                  |
| I      | Schalke 04                    | FK Krasnodar                     |
| J      | AC Fiorentina                 | PAOK Salonique                   |
| K      | Sparta Prague                 | Hapoël Beer-Sheva                |
| L      | Osmanlıspor                   | Villarreal CF                    |

Classement des troisièmes de poules en Ligue des champions.
 
Les quatre meilleurs repêchés de Ligue des champions sont têtes de série (en jaune foncé).
| Rang | Équipe                            | Pts | J | G | N | P | Bp | Bc | Diff |
| ---- | --------------------------------- | --- | - | - | - | - | -- | -- | ---- |
| 1    | FC Copenhague (Grp. G)            | 9   | 6 | 2 | 3 | 1 | 7  | 2  | +5   |
| 2    | Olympique lyonnais (Grp. H)       | 8   | 6 | 2 | 2 | 2 | 5  | 3  | +2   |
| 3    | Tottenham Hotspur (Grp. E)        | 7   | 6 | 2 | 1 | 3 | 6  | 6  | 0    |
| 4    | Beşiktaş JK (Grp. B)              | 7   | 6 | 1 | 4 | 1 | 9  | 14 | -5   |
| 5    | FK Rostov (Grp. D)                | 5   | 6 | 1 | 2 | 3 | 6  | 12 | -6   |
| 6    | Borussia Mönchengladbach (Grp. C) | 5   | 6 | 1 | 2 | 3 | 5  | 12 | -7   |
| 7    | Legia Varsovie (Grp. F)           | 4   | 6 | 1 | 1 | 4 | 9  | 24 | -15  |
| 8    | Ludogorets Razgrad (Grp. A)       | 3   | 6 | 0 | 3 | 3 | 6  | 15 | -9   |

Source : UEFA

Règles de classification : 1- Points ; 2- Différence de buts ; 3- Buts marqués ; 4- Buts marqués à l'extérieur ; 5- Victoires ; 6- Victoires à l'extérieur ; 7- Coefficient de club

## Tableau final
|  | Huitièmes de finale      | Huitièmes de finale      | Huitièmes de finale | Huitièmes de finale |                               |                               | Quarts de finale | Quarts de finale | Quarts de finale | Quarts de finale |  |  | Demi-finales | Demi-finales | Demi-finales | Demi-finales |  |  | Finale                                 | Finale | Finale | Finale |
|  |                          |                          |                     |                     |                               |                               |                  |                  |                  |                  |  |  |              |              |              |              |  |  |                                        |        |        |        |
|  |                          |                          |                     |                     |                               |                               |                  |                  |                  |                  |  |  |              |              |              |              |  |  | 24 mai 2017 - Friends Arena, Stockholm |        |        |        |
|  | FC Copenhague            | FC Copenhague            | 2                   | 0                   |                               |                               |                  |                  |                  |                  |  |  |              |              |              |              |  |  |                                        |        |        |        |
|  | FC Copenhague            | FC Copenhague            | 2                   | 0                   |                               |                               |                  |                  |                  |                  |  |  |              |              |              |              |  |  |                                        |        |        |        |
|  | Ajax Amsterdam           | Ajax Amsterdam           | 1                   | 2                   |                               |                               |                  |                  |                  |                  |  |  |              |              |              |              |  |  |                                        |        |        |        |
|  | Ajax Amsterdam           | Ajax Amsterdam           | 1                   | 2                   | Ajax Amsterdam                | Ajax Amsterdam                | 2                | 2                |                  |                  |  |  |              |              |              |              |  |  |                                        |        |        |        |
|  |                          |                          |                     |                     | Ajax Amsterdam                | Ajax Amsterdam                | 2                | 2                |                  |                  |  |  |              |              |              |              |  |  |                                        |        |        |        |
|  |                          |                          | Schalke 04          | Schalke 04          | 0                             | 3                             |                  |                  |                  |                  |  |  |              |              |              |              |  |  |                                        |        |        |        |
|  | Schalke 04               | Schalke 04               | Schalke 04          | Schalke 04          | 0                             | 3                             | 1                | 2                |                  |                  |  |  |              |              |              |              |  |  |                                        |        |        |        |
|  | Schalke 04               | Schalke 04               |                     |                     |                               |                               |                  | 2                |                  |                  |  |  |              |              |              |              |  |  |                                        |        |        |        |
|  | Borussia Mönchengladbach | Borussia Mönchengladbach | 1                   | 2                   |                               |                               |                  |                  |                  |                  |  |  |              |              |              |              |  |  |                                        |        |        |        |
|  | Borussia Mönchengladbach | Borussia Mönchengladbach | 1                   | 2                   | Ajax Amsterdam                | Ajax Amsterdam                | 4                | 1                |                  |                  |  |  |              |              |              |              |  |  |                                        |        |        |        |
|  |                          |                          |                     |                     | Ajax Amsterdam                | Ajax Amsterdam                | 4                | 1                |                  |                  |  |  |              |              |              |              |  |  |                                        |        |        |        |
|  |                          |                          | Olympique lyonnais  | Olympique lyonnais  | 1                             | 3                             |                  |                  |                  |                  |  |  |              |              |              |              |  |  |                                        |        |        |        |
|  | Olympique lyonnais       | Olympique lyonnais       | Olympique lyonnais  | Olympique lyonnais  | 1                             | 3                             | 4                | 1                |                  |                  |  |  |              |              |              |              |  |  |                                        |        |        |        |
|  | Olympique lyonnais       | Olympique lyonnais       |                     |                     |                               |                               |                  | 1                |                  |                  |  |  |              |              |              |              |  |  |                                        |        |        |        |
|  | AS Rome                  | AS Rome                  | 2                   | 2                   |                               |                               |                  |                  |                  |                  |  |  |              |              |              |              |  |  |                                        |        |        |        |
|  | AS Rome                  | AS Rome                  | 2                   | 2                   | Olympique lyonnais (t. a. b.) | Olympique lyonnais (t. a. b.) | 2                | 1 (7)            |                  |                  |  |  |              |              |              |              |  |  |                                        |        |        |        |
|  |                          |                          |                     |                     | Olympique lyonnais (t. a. b.) | Olympique lyonnais (t. a. b.) | 2                | 1 (7)            |                  |                  |  |  |              |              |              |              |  |  |                                        |        |        |        |
|  |                          |                          | Beşiktaş JK         | Beşiktaş JK         | 1                             | 2 (6)                         |                  |                  |                  |                  |  |  |              |              |              |              |  |  |                                        |        |        |        |
|  | Olympiakos               | Olympiakos               | Beşiktaş JK         | Beşiktaş JK         | 1                             | 2 (6)                         | 1                | 1                |                  |                  |  |  |              |              |              |              |  |  |                                        |        |        |        |
|  | Olympiakos               | Olympiakos               |                     |                     |                               |                               |                  | 1                |                  |                  |  |  |              |              |              |              |  |  |                                        |        |        |        |
|  | Beşiktaş JK              | Beşiktaş JK              | 1                   | 4                   |                               |                               |                  |                  |                  |                  |  |  |              |              |              |              |  |  |                                        |        |        |        |
|  | Beşiktaş JK              | Beşiktaş JK              | 1                   | 4                   | Ajax Amsterdam                | Ajax Amsterdam                | 0                | 0                |                  |                  |  |  |              |              |              |              |  |  |                                        |        |        |        |
|  |                          |                          |                     |                     | Ajax Amsterdam                | Ajax Amsterdam                | 0                | 0                |                  |                  |  |  |              |              |              |              |  |  |                                        |        |        |        |
|  |                          |                          | Manchester United   | Manchester United   | 2                             | 2                             |                  |                  |                  |                  |  |  |              |              |              |              |  |  |                                        |        |        |        |
|  | Celta Vigo               | Celta Vigo               | Manchester United   | Manchester United   | 2                             | 2                             | 2                | 2                |                  |                  |  |  |              |              |              |              |  |  |                                        |        |        |        |
|  | Celta Vigo               | Celta Vigo               |                     |                     |                               |                               |                  | 2                |                  |                  |  |  |              |              |              |              |  |  |                                        |        |        |        |
|  | FK Krasnodar             | FK Krasnodar             | 1                   | 0                   |                               |                               |                  |                  |                  |                  |  |  |              |              |              |              |  |  |                                        |        |        |        |
|  | FK Krasnodar             | FK Krasnodar             | 1                   | 0                   | Celta Vigo                    | Celta Vigo                    | 3                | 1                |                  |                  |  |  |              |              |              |              |  |  |                                        |        |        |        |
|  |                          |                          |                     |                     | Celta Vigo                    | Celta Vigo                    | 3                | 1                |                  |                  |  |  |              |              |              |              |  |  |                                        |        |        |        |
|  |                          |                          | KRC Genk            | KRC Genk            | 2                             | 1                             |                  |                  |                  |                  |  |  |              |              |              |              |  |  |                                        |        |        |        |
|  | KAA La Gantoise          | KAA La Gantoise          | KRC Genk            | KRC Genk            | 2                             | 1                             | 2                | 1                |                  |                  |  |  |              |              |              |              |  |  |                                        |        |        |        |
|  | KAA La Gantoise          | KAA La Gantoise          |                     |                     |                               |                               |                  | 1                |                  |                  |  |  |              |              |              |              |  |  |                                        |        |        |        |
|  | KRC Genk                 | KRC Genk                 | 5                   | 1                   |                               |                               |                  |                  |                  |                  |  |  |              |              |              |              |  |  |                                        |        |        |        |
|  | KRC Genk                 | KRC Genk                 | 5                   | 1                   | Celta Vigo                    | Celta Vigo                    | 0                | 1                |                  |                  |  |  |              |              |              |              |  |  |                                        |        |        |        |
|  |                          |                          |                     |                     | Celta Vigo                    | Celta Vigo                    | 0                | 1                |                  |                  |  |  |              |              |              |              |  |  |                                        |        |        |        |
|  |                          |                          | Manchester United   | Manchester United   | 1                             | 1                             |                  |                  |                  |                  |  |  |              |              |              |              |  |  |                                        |        |        |        |
|  | APOEL Nicosie            | APOEL Nicosie            | Manchester United   | Manchester United   | 1                             | 1                             | 0                | 0                |                  |                  |  |  |              |              |              |              |  |  |                                        |        |        |        |
|  | APOEL Nicosie            | APOEL Nicosie            |                     |                     |                               |                               |                  | 0                |                  |                  |  |  |              |              |              |              |  |  |                                        |        |        |        |
|  | RSC Anderlecht           | RSC Anderlecht           | 1                   | 1                   |                               |                               |                  |                  |                  |                  |  |  |              |              |              |              |  |  |                                        |        |        |        |
|  | RSC Anderlecht           | RSC Anderlecht           | 1                   | 1                   | RSC Anderlecht                | RSC Anderlecht                | 1                | 1                |                  |                  |  |  |              |              |              |              |  |  |                                        |        |        |        |
|  |                          |                          |                     |                     | RSC Anderlecht                | RSC Anderlecht                | 1                | 1                |                  |                  |  |  |              |              |              |              |  |  |                                        |        |        |        |
|  |                          |                          | Manchester United   | Manchester United   | 1                             | 2                             |                  |                  |                  |                  |  |  |              |              |              |              |  |  |                                        |        |        |        |
|  | FK Rostov                | FK Rostov                | Manchester United   | Manchester United   | 1                             | 2                             | 1                | 0                |                  |                  |  |  |              |              |              |              |  |  |                                        |        |        |        |
|  | FK Rostov                | FK Rostov                |                     |                     |                               |                               |                  | 0                |                  |                  |  |  |              |              |              |              |  |  |                                        |        |        |        |
|  | Manchester United        | Manchester United        | 1                   | 1                   |                               |                               |                  |                  |                  |                  |  |  |              |              |              |              |  |  |                                        |        |        |        |
|  | Manchester United        | Manchester United        | 1                   | 1                   |                               |                               |                  |                  |                  |                  |  |  |              |              |              |              |  |  |                                        |        |        |        |
|  |                          |                          |                     |                     |                               |                               |                  |                  |                  |                  |  |  |              |              |              |              |  |  |                                        |        |        |        |

## Seizièmes de finale
Le tirage au sort des seizièmes de finale prend place le 12 décembre 2016. Les matchs aller se jouent le 16 février et les matchs retour les 22 et 23 février 2017.
| Équipe                   | Aller | Total  | Retour   | Équipe                   |
| ------------------------ | ----- | ------ | -------- | ------------------------ |
| Athletic Bilbao          | 3 - 2 | 3 - 4  | 0 - 2    | APOEL Nicosie            |
| Legia Varsovie           | 0 - 0 | 0 - 1  | 0 - 1    | Ajax Amsterdam           |
| RSC Anderlecht           | 2 - 0 | 3E - 3 | 1 - 3    | Zénith Saint-Pétersbourg |
| Astra Giurgiu            | 2 - 2 | 2 - 3  | 0 - 1    | KRC Genk                 |
| Manchester United        | 3 - 0 | 4 - 0  | 1 - 0    | AS Saint-Étienne         |
| Villarreal CF            | 0 - 4 | 1 - 4  | 1 - 0    | AS Rome                  |
| Ludogorets Razgrad       | 1 - 2 | 1 - 2  | 0 - 0    | FC Copenhague            |
| Celta Vigo               | 0 - 1 | 2 - 1  | 2 - 0 ap | Chakhtar Donetsk         |
| Olympiakos               | 0 - 0 | 3 - 0  | 3 - 0    | Osmanlıspor              |
| KAA La Gantoise          | 1 - 0 | 3 - 2  | 2 - 2    | Tottenham Hotspur        |
| FK Rostov                | 4 - 0 | 5 - 1  | 1 - 1    | Sparta Prague            |
| FK Krasnodar             | 1 - 0 | 2 - 1  | 1 - 1    | Fenerbahçe SK            |
| Borussia Mönchengladbach | 0 - 1 | 4 - 3  | 4 - 2    | AC Fiorentina            |
| AZ Alkmaar               | 1 - 4 | 2 - 11 | 1 - 7    | Olympique lyonnais       |
| Hapoël Beer-Sheva        | 1 - 3 | 2 - 5  | 1 - 2    | Beşiktaş JK              |
| PAOK Salonique           | 0 - 3 | 1 - 4  | 1 - 1    | Schalke 04               |

| 16 février 2017 | Athletic Bilbao                              | 3 - 2   | APOEL Nicosie              | San Mamés, Bilbao                               |                                                 |
| 21h05 CET       | Merkís 38e (csc) · Aduriz 61e · Williams 72e | (1 - 1) | 36e Efrem · 89e Gianniotas | Spectateurs : 32 675 Arbitrage : Jonas Eriksson | Spectateurs : 32 675 Arbitrage : Jonas Eriksson |
| 21h05 CET       | Rapport                                      |         |                            | Spectateurs : 32 675 Arbitrage : Jonas Eriksson | Spectateurs : 32 675 Arbitrage : Jonas Eriksson |

| 23 février 2017 | APOEL Nicosie                        | 2 - 0   | Athletic Bilbao | Stade GSP, Nicosie                                         |                                                            |
| 19h00 CET       | Sotiriou 46e · Gianniotas 54e (pen.) | (0 - 0) |                 | Spectateurs : 15 275 Arbitrage : Vladislav Bezborodov (en) | Spectateurs : 15 275 Arbitrage : Vladislav Bezborodov (en) |
| 19h00 CET       | Rapport                              |         |                 | Spectateurs : 15 275 Arbitrage : Vladislav Bezborodov (en) | Spectateurs : 15 275 Arbitrage : Vladislav Bezborodov (en) |

| 16 février 2017 | Legia Varsovie | 0 - 0   | Ajax Amsterdam | Stade du maréchal Józef Piłsudski, Varsovie                    |                                                                |
| 21h05 CET       |                | (0 - 0) |                | Spectateurs : 28 742 Arbitrage : David Fernández Borbalán (en) | Spectateurs : 28 742 Arbitrage : David Fernández Borbalán (en) |
| 21h05 CET       | Rapport        |         |                | Spectateurs : 28 742 Arbitrage : David Fernández Borbalán (en) | Spectateurs : 28 742 Arbitrage : David Fernández Borbalán (en) |

| 23 février 2017 | Ajax Amsterdam | 1 - 0   | Legia Varsovie | Amsterdam ArenA, Amsterdam                      |                                                 |
| 19h00 CET       | Viergever 49e  | (0 - 0) |                | Spectateurs : 52 285 Arbitrage : Anthony Taylor | Spectateurs : 52 285 Arbitrage : Anthony Taylor |
| 19h00 CET       | Rapport        |         |                | Spectateurs : 52 285 Arbitrage : Anthony Taylor | Spectateurs : 52 285 Arbitrage : Anthony Taylor |

| 16 février 2017 | RSC Anderlecht    | 2 - 0   | Zénith Saint-Pétersbourg | Stade Constant Vanden Stock, Anderlecht         |                                                 |
| 21h05 CET       | Acheampong 5e 31e | (2 - 0) |                          | Spectateurs : 13 415 Arbitrage : Michael Oliver | Spectateurs : 13 415 Arbitrage : Michael Oliver |
| 21h05 CET       | Rapport           |         |                          | Spectateurs : 13 415 Arbitrage : Michael Oliver | Spectateurs : 13 415 Arbitrage : Michael Oliver |

| 23 février 2017 | Zénith Saint-Pétersbourg      | 3 - 1   | RSC Anderlecht | Stade Petrovski, Saint-Pétersbourg                            |                                                               |
| 19h00 CET       | Giuliano 24e 78e · Dzyuba 72e | (1 - 0) | 90e Thelin     | Spectateurs : 17 992 Arbitrage : Anastasios Sidiropoulos (en) | Spectateurs : 17 992 Arbitrage : Anastasios Sidiropoulos (en) |
| 19h00 CET       | Rapport                       |         |                | Spectateurs : 17 992 Arbitrage : Anastasios Sidiropoulos (en) | Spectateurs : 17 992 Arbitrage : Anastasios Sidiropoulos (en) |

| 16 février 2017 | Astra Giurgiu          | 2 - 2   | KRC Genk                    | Stadionul Marin Anastasovici, Giurgiu             |                                                   |
| 19h00 CET       | Budescu 43e · Seto 90e | (1 - 1) | 25e Castagne · 83e Trossard | Spectateurs : 3 775 Arbitrage : Svein Oddvar Moen | Spectateurs : 3 775 Arbitrage : Svein Oddvar Moen |
| 19h00 CET       | Rapport                |         |                             | Spectateurs : 3 775 Arbitrage : Svein Oddvar Moen | Spectateurs : 3 775 Arbitrage : Svein Oddvar Moen |

| 23 février 2017 | KRC Genk    | 1 - 0   | Astra Giurgiu | Luminus Arena, Genk                                   |                                                       |
| 21h05 CET       | Pozuelo 67e | (0 - 0) |               | Spectateurs : 8 804 Arbitrage : Serdar Gözübüyük (en) | Spectateurs : 8 804 Arbitrage : Serdar Gözübüyük (en) |
| 21h05 CET       | Rapport     |         |               | Spectateurs : 8 804 Arbitrage : Serdar Gözübüyük (en) | Spectateurs : 8 804 Arbitrage : Serdar Gözübüyük (en) |

| 16 février 2017 | Manchester United              | 3 - 0   | AS Saint-Étienne | Old Trafford, Manchester                        |                                                 |
| 21h05 CET       | Ibrahimović 15e 75e 88e (pen.) | (1 - 0) |                  | Spectateurs : 67 192 Arbitrage : Pavel Královec | Spectateurs : 67 192 Arbitrage : Pavel Královec |
| 21h05 CET       | Rapport                        |         |                  | Spectateurs : 67 192 Arbitrage : Pavel Královec | Spectateurs : 67 192 Arbitrage : Pavel Královec |

| 22 février 2017 | AS Saint-Étienne | 0 - 1   | Manchester United | Stade Geoffroy-Guichard, Saint-Étienne         |                                                |
| 18h00 CET       |                  | (0 - 1) | 17e Mkhitaryan    | Spectateurs : 41 492 Arbitrage : Deniz Aytekin | Spectateurs : 41 492 Arbitrage : Deniz Aytekin |
| 18h00 CET       | Rapport          |         |                   | Spectateurs : 41 492 Arbitrage : Deniz Aytekin | Spectateurs : 41 492 Arbitrage : Deniz Aytekin |

| 16 février 2017 | Villarreal CF | 0 - 4   | AS Rome                         | El Madrigal, Vila-real                          |                                                 |
| 21h05 CET       |               | (0 - 1) | 32e Emerson · 65e 79e 86e Džeko | Spectateurs : 17 960 Arbitrage : Danny Makkelie | Spectateurs : 17 960 Arbitrage : Danny Makkelie |
| 21h05 CET       | Rapport       |         |                                 | Spectateurs : 17 960 Arbitrage : Danny Makkelie | Spectateurs : 17 960 Arbitrage : Danny Makkelie |

| 23 février 2017 | AS Rome | 0 - 1   | Villarreal CF | Stadio Olimpico, Rome                         |                                               |
| 19h00 CET       |         | (0 - 1) | 15e Borré     | Spectateurs : 19 495 Arbitrage : Felix Zwayer | Spectateurs : 19 495 Arbitrage : Felix Zwayer |
| 19h00 CET       | Rapport |         |               | Spectateurs : 19 495 Arbitrage : Felix Zwayer | Spectateurs : 19 495 Arbitrage : Felix Zwayer |

| 16 février 2017 | Ludogorets Razgrad | 1 - 2   | FC Copenhague               | Stade national Vassil-Levski, Sofia             |                                                 |
| 19h00 CET       | Keșerü 81e         | (0 - 1) | 2e (csc) Abel · 53e Toutouh | Spectateurs : 14 500 Arbitrage : Pavel Královec | Spectateurs : 14 500 Arbitrage : Pavel Královec |
| 19h00 CET       | Rapport            |         |                             | Spectateurs : 14 500 Arbitrage : Pavel Královec | Spectateurs : 14 500 Arbitrage : Pavel Královec |

| 23 février 2017 | FC Copenhague | 0 - 0   | Ludogorets Razgrad | Parken Stadium, Copenhague                             |                                                        |
| 21h05 CET       |               | (0 - 0) |                    | Spectateurs : 17 064 Arbitrage : Miroslav Zelinka (en) | Spectateurs : 17 064 Arbitrage : Miroslav Zelinka (en) |
| 21h05 CET       | Rapport       |         |                    | Spectateurs : 17 064 Arbitrage : Miroslav Zelinka (en) | Spectateurs : 17 064 Arbitrage : Miroslav Zelinka (en) |

| 16 février 2017 | Celta Vigo | 0 - 1   | Chakhtar Donetsk   | Stade Balaídos, Vigo                               |                                                    |
| 19h00 CET       |            | (0 - 1) | 27e Blanco Leschuk | Spectateurs : 18 318 Arbitrage : Gediminas Mažeika | Spectateurs : 18 318 Arbitrage : Gediminas Mažeika |
| 19h00 CET       | Rapport    |         |                    | Spectateurs : 18 318 Arbitrage : Gediminas Mažeika | Spectateurs : 18 318 Arbitrage : Gediminas Mažeika |

| 23 février 2017 | Chakhtar Donetsk | 0 - 2 ap              | Celta Vigo                       | Arena Lviv, Lviv                               |                                                |
| 21h05 CET       |                  | (0 - 0, 0 - 1, 0 - 1) | 90+1e (pen.) Aspas · 108e Cabral | Spectateurs : 33 117 Arbitrage : Slavko Vinčić | Spectateurs : 33 117 Arbitrage : Slavko Vinčić |
| 21h05 CET       | Rapport          |                       |                                  | Spectateurs : 33 117 Arbitrage : Slavko Vinčić | Spectateurs : 33 117 Arbitrage : Slavko Vinčić |

| 16 février 2017 | Olympiakos | 0 - 0   | Osmanlıspor | Stade Karaïskaki, Le Pirée                    |                                               |
| 19h00 CET       |            | (0 - 0) |             | Spectateurs : 24 478 Arbitrage : Ruddy Buquet | Spectateurs : 24 478 Arbitrage : Ruddy Buquet |
| 19h00 CET       | Rapport    |         |             | Spectateurs : 24 478 Arbitrage : Ruddy Buquet | Spectateurs : 24 478 Arbitrage : Ruddy Buquet |

| 23 février 2017 | Osmanlıspor | 0 - 3   | Olympiakos                           | Stade Osmanlı (en), Ankara                  |                                             |
| 17h00 CET       |             | (0 - 0) | 47e 86e Ansarifard · 70e Elyounoussi | Spectateurs : 17 500 Arbitrage : István Vad | Spectateurs : 17 500 Arbitrage : István Vad |
| 17h00 CET       | Rapport     |         |                                      | Spectateurs : 17 500 Arbitrage : István Vad | Spectateurs : 17 500 Arbitrage : István Vad |

| 16 février 2017 | KAA La Gantoise | 1 - 0   | Tottenham Hotspur | Ghelamco Arena, Gand                            |                                                 |
| 19h00 CET       | Perbet 59e      | (0 - 0) |                   | Spectateurs : 19 267 Arbitrage : Benoît Bastien | Spectateurs : 19 267 Arbitrage : Benoît Bastien |
| 19h00 CET       | Rapport         |         |                   | Spectateurs : 19 267 Arbitrage : Benoît Bastien | Spectateurs : 19 267 Arbitrage : Benoît Bastien |

| 23 février 2017 | Tottenham Hotspur         | 2 - 2   | KAA La Gantoise             | Stade de Wembley, Londres                    |                                              |
| 21h05 CET       | Eriksen 10e · Wanyama 61e | (1 - 1) | 20e (csc) Kane · 82e Perbet | Spectateurs : 80 465 Arbitrage : Jorge Sousa | Spectateurs : 80 465 Arbitrage : Jorge Sousa |
| 21h05 CET       | Rapport                   |         |                             | Spectateurs : 80 465 Arbitrage : Jorge Sousa | Spectateurs : 80 465 Arbitrage : Jorge Sousa |

| 16 février 2017 | FK Rostov                                            | 4 - 0   | Sparta Prague | Olimp-2, Rostov-sur-le-Don                  |                                             |
| 19h00 CET       | Mevlja (en) 15e · Poloz 38e · Noboa 40e · Azmoun 68e | (3 - 0) |               | Spectateurs : 6 160 Arbitrage : Bas Nijhuis | Spectateurs : 6 160 Arbitrage : Bas Nijhuis |
| 19h00 CET       | Rapport                                              |         |               | Spectateurs : 6 160 Arbitrage : Bas Nijhuis | Spectateurs : 6 160 Arbitrage : Bas Nijhuis |

| 23 février 2017 | Sparta Prague | 1 - 1   | FK Rostov | Generali Arena, Prague                              |                                                     |
| 21h05 CET       | Karavaïev 84e | (0 - 1) | 13e Poloz | Spectateurs : 13 413 Arbitrage : Hüseyin Göçek (en) | Spectateurs : 13 413 Arbitrage : Hüseyin Göçek (en) |
| 21h05 CET       | Rapport       |         |           | Spectateurs : 13 413 Arbitrage : Hüseyin Göçek (en) | Spectateurs : 13 413 Arbitrage : Hüseyin Göçek (en) |

| 16 février 2017 | FK Krasnodar | 1 - 0   | Fenerbahçe SK | Stade de Krasnodar, Krasnodar                       |                                                     |
| 17h00 CET       | Claesson 4e  | (1 - 0) |               | Spectateurs : 32 460 Arbitrage : Ivan Kružliak (en) | Spectateurs : 32 460 Arbitrage : Ivan Kružliak (en) |
| 17h00 CET       | Rapport      |         |               | Spectateurs : 32 460 Arbitrage : Ivan Kružliak (en) | Spectateurs : 32 460 Arbitrage : Ivan Kružliak (en) |

| 22 février 2017 | Fenerbahçe SK | 1 - 1   | FK Krasnodar | Stade Şükrü Saracoğlu, Istanbul                        |                                                        |
| 18h00 CET       | Souza 41e     | (1 - 1) | 7e Smolov    | Spectateurs : 21 788 Arbitrage : Paweł Raczkowski (pl) | Spectateurs : 21 788 Arbitrage : Paweł Raczkowski (pl) |
| 18h00 CET       | Rapport       |         |              | Spectateurs : 21 788 Arbitrage : Paweł Raczkowski (pl) | Spectateurs : 21 788 Arbitrage : Paweł Raczkowski (pl) |

| 16 février 2017 | Borussia Mönchengladbach | 0 - 1   | AC Fiorentina    | Borussia-Park, Mönchengladbach                          |                                                         |
| 19h00 CET       |                          | (0 - 1) | 44e Bernardeschi | Spectateurs : 41 863 Arbitrage : Jesús Gil Manzano (en) | Spectateurs : 41 863 Arbitrage : Jesús Gil Manzano (en) |
| 19h00 CET       | Rapport                  |         |                  | Spectateurs : 41 863 Arbitrage : Jesús Gil Manzano (en) | Spectateurs : 41 863 Arbitrage : Jesús Gil Manzano (en) |

| 23 février 2017 | AC Fiorentina            | 2 - 4   | Borussia Mönchengladbach                    | Stade Artemio-Franchi, Florence                    |                                                    |
| 21h05 CET       | Kalinić 16e · Valero 29e | (2 - 1) | 44e (pen.) 47e 55e Stindl · 60e Christensen | Spectateurs : 24 712 Arbitrage : Artur Soares Dias | Spectateurs : 24 712 Arbitrage : Artur Soares Dias |
| 21h05 CET       | Rapport                  |         |                                             | Spectateurs : 24 712 Arbitrage : Artur Soares Dias | Spectateurs : 24 712 Arbitrage : Artur Soares Dias |

| 16 février 2017 | AZ Alkmaar             | 1 - 4   | Olympique lyonnais                              | AFAS Stadion, Alkmaar                              |                                                    |
| 19h00 CET       | Jahanbakhsh 68e (pen.) | (0 - 2) | 26e Tousart · 45+2e 57e Lacazette · 90+5e Ferri | Spectateurs : 16 098 Arbitrage : Bobby Madden (en) | Spectateurs : 16 098 Arbitrage : Bobby Madden (en) |
| 19h00 CET       | Rapport                |         |                                                 | Spectateurs : 16 098 Arbitrage : Bobby Madden (en) | Spectateurs : 16 098 Arbitrage : Bobby Madden (en) |

| 23 février 2017 | Olympique lyonnais                                                    | 7 - 1   | AZ Alkmaar | Parc Olympique lyonnais, Décines-Charpieu              |                                                        |
| 21h05 CET       | Fekir 5e 27e 78e · Cornet 17e · Darder 34e · Aouar 87e · Diakhaby 89e | (4 - 1) | 26e García | Spectateurs : 25 743 Arbitrage : Aleksei Kulbakov (en) | Spectateurs : 25 743 Arbitrage : Aleksei Kulbakov (en) |
| 21h05 CET       | Rapport                                                               |         |            | Spectateurs : 25 743 Arbitrage : Aleksei Kulbakov (en) | Spectateurs : 25 743 Arbitrage : Aleksei Kulbakov (en) |

| 16 février 2017 | Hapoël Beer-Sheva | 1 - 3   | Beşiktaş JK                                             | Stade Turner, Beer-Sheva                         |                                                  |
| 21h05 CET       | Barda 44e         | (1 - 1) | 42e (csc) William Soares · 60e Tosun · 90+4e Hutchinson | Spectateurs : 15 347 Arbitrage : Martin Atkinson | Spectateurs : 15 347 Arbitrage : Martin Atkinson |
| 21h05 CET       | Rapport           |         |                                                         | Spectateurs : 15 347 Arbitrage : Martin Atkinson | Spectateurs : 15 347 Arbitrage : Martin Atkinson |

| 23 février 2017 | Beşiktaş JK               | 2 - 1   | Hapoël Beer-Sheva | Vodafone Arena, Istanbul                   |                                            |
| 19h00 CET       | Aboubakar 17e · Tosun 87e | (1 - 0) | 64e Nwakaeme      | Spectateurs : 27 892 Arbitrage : Matej Jug | Spectateurs : 27 892 Arbitrage : Matej Jug |
| 19h00 CET       | Rapport                   |         |                   | Spectateurs : 27 892 Arbitrage : Matej Jug | Spectateurs : 27 892 Arbitrage : Matej Jug |

| 16 février 2017 | PAOK Salonique | 0 - 3   | Schalke 04                                  | Stade de Toúmba, Thessalonique                                 |                                                                |
| 21h05 CET       |                | (0 - 1) | 27e Burgstaller · 82e Meyer · 89e Huntelaar | Spectateurs : 25 593 Arbitrage : Xavier Estrada Fernández (en) | Spectateurs : 25 593 Arbitrage : Xavier Estrada Fernández (en) |
| 21h05 CET       | Rapport        |         |                                             | Spectateurs : 25 593 Arbitrage : Xavier Estrada Fernández (en) | Spectateurs : 25 593 Arbitrage : Xavier Estrada Fernández (en) |

| 22 février 2017 | Schalke 04 | 1 - 1   | PAOK Salonique     | Veltins-Arena, Gelsenkirchen                |                                             |
| 18h00 CET       | Schöpf 23e | (1 - 1) | 25e (csc) Nastasić | Spectateurs : 50 619 Arbitrage : Luca Banti | Spectateurs : 50 619 Arbitrage : Luca Banti |
| 18h00 CET       | Rapport    |         |                    | Spectateurs : 50 619 Arbitrage : Luca Banti | Spectateurs : 50 619 Arbitrage : Luca Banti |

## Huitièmes de finale
Le tirage au sort des huitièmes de finale prend place le 24 février 2017. Les matchs aller se jouent le 9 mars et les matchs retour le 16 mars 2017.
| Équipe             | Aller | Total  | Retour | Équipe                   |
| ------------------ | ----- | ------ | ------ | ------------------------ |
| Celta Vigo         | 2 - 1 | 4 - 1  | 2 - 0  | FK Krasnodar             |
| APOEL Nicosie      | 0 - 1 | 0 - 2  | 0 - 1  | RSC Anderlecht           |
| Schalke 04         | 1 - 1 | 3E - 3 | 2 - 2  | Borussia Mönchengladbach |
| Olympique lyonnais | 4 - 2 | 5 - 4  | 1 - 2  | AS Rome                  |
| FK Rostov          | 1 - 1 | 1 - 2  | 0 - 1  | Manchester United        |
| Olympiakos         | 1 - 1 | 2 - 5  | 1 - 4  | Beşiktaş JK              |
| KAA La Gantoise    | 2 - 5 | 3 - 6  | 1 - 1  | KRC Genk                 |
| FC Copenhague      | 2 - 1 | 2 - 3  | 0 - 2  | Ajax Amsterdam           |

| 9 mars 2017 | Celta Vigo             | 2 - 1   | FK Krasnodar | Stade Balaídos, Vigo                           |                                                |
| 21h05 CET   | Wass 50e · Beauvue 90e | (0 - 0) | 56e Claesson | Spectateurs : 18 414 Arbitrage : Craig Thomson | Spectateurs : 18 414 Arbitrage : Craig Thomson |
| 21h05 CET   | Rapport                |         |              | Spectateurs : 18 414 Arbitrage : Craig Thomson | Spectateurs : 18 414 Arbitrage : Craig Thomson |

| 16 mars 2017 | FK Krasnodar | 0 - 2   | Celta Vigo            | Stade de Krasnodar, Krasnodar                 |                                               |
| 19h00 CET    |              | (0 - 0) | 52e Mallo · 80e Aspas | Spectateurs : 33 318 Arbitrage : Ruddy Buquet | Spectateurs : 33 318 Arbitrage : Ruddy Buquet |
| 19h00 CET    | Rapport      |         |                       | Spectateurs : 33 318 Arbitrage : Ruddy Buquet | Spectateurs : 33 318 Arbitrage : Ruddy Buquet |

| 9 mars 2017 | APOEL Nicosie | 0 - 1   | RSC Anderlecht | Stade GSP, Nicosie                           |                                              |
| 19h00 CET   |               | (0 - 1) | 29e Stanciu    | Spectateurs : 19 327 Arbitrage : Jorge Sousa | Spectateurs : 19 327 Arbitrage : Jorge Sousa |
| 19h00 CET   | Rapport       |         |                | Spectateurs : 19 327 Arbitrage : Jorge Sousa | Spectateurs : 19 327 Arbitrage : Jorge Sousa |

| 16 mars 2017 | RSC Anderlecht | 1 - 0   | APOEL Nicosie | Stade Constant Vanden Stock, Anderlecht                |                                                        |
| 21h05 CET    | Acheampong 65e | (0 - 0) |               | Spectateurs : 15 662 Arbitrage : Aleksei Kulbakov (en) | Spectateurs : 15 662 Arbitrage : Aleksei Kulbakov (en) |
| 21h05 CET    | Rapport        |         |               | Spectateurs : 15 662 Arbitrage : Aleksei Kulbakov (en) | Spectateurs : 15 662 Arbitrage : Aleksei Kulbakov (en) |

| 9 mars 2017 | Schalke 04      | 1 - 1   | Borussia Mönchengladbach | Veltins-Arena, Gelsenkirchen                   |                                                |
| 21h05 CET   | Burgstaller 25e | (1 - 1) | 15e Hofmann              | Spectateurs : 52 412 Arbitrage : Björn Kuipers | Spectateurs : 52 412 Arbitrage : Björn Kuipers |
| 21h05 CET   | Rapport         |         |                          | Spectateurs : 52 412 Arbitrage : Björn Kuipers | Spectateurs : 52 412 Arbitrage : Björn Kuipers |

| 16 mars 2017 | Borussia Mönchengladbach       | 2 - 2   | Schalke 04                         | Borussia-Park, Mönchengladbach                    |                                                   |
| 21h05 CET    | Christensen 26e · Dahoud 45+2e | (2 - 0) | 54e Goretzka · 68e (pen.) Bentaleb | Spectateurs : 46 283 Arbitrage : Mark Clattenburg | Spectateurs : 46 283 Arbitrage : Mark Clattenburg |
| 21h05 CET    | Rapport                        |         |                                    | Spectateurs : 46 283 Arbitrage : Mark Clattenburg | Spectateurs : 46 283 Arbitrage : Mark Clattenburg |

| 9 mars 2017 | Olympique lyonnais                                      | 4 - 2   | AS Rome               | Parc Olympique lyonnais, Décines-Charpieu       |                                                 |
| 21h05 CET   | Diakhaby 8e · Tolisso 47e · Fekir 74e · Lacazette 90+2e | (1 - 2) | 20e Salah · 33e Fazio | Spectateurs : 50 588 Arbitrage : Anthony Taylor | Spectateurs : 50 588 Arbitrage : Anthony Taylor |
| 21h05 CET   | Rapport                                                 |         |                       | Spectateurs : 50 588 Arbitrage : Anthony Taylor | Spectateurs : 50 588 Arbitrage : Anthony Taylor |

| 16 mars 2017 | AS Rome                           | 2 - 1   | Olympique lyonnais | Stadio Olimpico, Rome                          |                                                |
| 21h05 CET    | Strootman 18e · Tousart 60e (csc) | (1 - 1) | 16e Diakhaby       | Spectateurs : 46 453 Arbitrage : Viktor Kassai | Spectateurs : 46 453 Arbitrage : Viktor Kassai |
| 21h05 CET    | Rapport                           |         |                    | Spectateurs : 46 453 Arbitrage : Viktor Kassai | Spectateurs : 46 453 Arbitrage : Viktor Kassai |

| 9 mars 2017 | FK Rostov    | 1 - 1   | Manchester United | Olimp-2, Rostov-sur-le-Don                    |                                               |
| 19h00 CET   | Bukharov 53e | (0 - 1) | 35e Mkhitaryan    | Spectateurs : 14 233 Arbitrage : Felix Zwayer | Spectateurs : 14 233 Arbitrage : Felix Zwayer |
| 19h00 CET   | Rapport      |         |                   | Spectateurs : 14 233 Arbitrage : Felix Zwayer | Spectateurs : 14 233 Arbitrage : Felix Zwayer |

| 16 mars 2017 | Manchester United | 1 - 0   | FK Rostov | Old Trafford, Manchester                           |                                                    |
| 21h05 CET    | Mata 70e          | (0 - 0) |           | Spectateurs : 64 361 Arbitrage : Gediminas Mažeika | Spectateurs : 64 361 Arbitrage : Gediminas Mažeika |
| 21h05 CET    | Rapport           |         |           | Spectateurs : 64 361 Arbitrage : Gediminas Mažeika | Spectateurs : 64 361 Arbitrage : Gediminas Mažeika |

| 9 mars 2017 | Olympiakos    | 1 - 1   | Beşiktaş JK   | Stade Karaïskaki, Le Pirée                      |                                                 |
| 21h05 CET   | Cambiasso 36e | (1 - 0) | 53e Aboubakar | Spectateurs : 25 515 Arbitrage : Danny Makkelie | Spectateurs : 25 515 Arbitrage : Danny Makkelie |
| 21h05 CET   | Rapport       |         |               | Spectateurs : 25 515 Arbitrage : Danny Makkelie | Spectateurs : 25 515 Arbitrage : Danny Makkelie |

| 16 mars 2017 | Beşiktaş JK                               | 4 - 1   | Olympiakos      | Vodafone Arena, Istanbul                        |                                                 |
| 19h00 CET    | Aboubakar 10e · Babel 22e 75e · Tosun 84e | (2 - 1) | 31e Elyounoussi | Spectateurs : 37 966 Arbitrage : Michael Oliver | Spectateurs : 37 966 Arbitrage : Michael Oliver |
| 19h00 CET    | Rapport                                   |         |                 | Spectateurs : 37 966 Arbitrage : Michael Oliver | Spectateurs : 37 966 Arbitrage : Michael Oliver |

| 9 mars 2017 | KAA La Gantoise          | 2 - 5   | KRC Genk                                                     | Ghelamco Arena, Gand                               |                                                    |
| 21h05 CET   | Kalu 27e · Coulibaly 61e | (1 - 4) | 21e Malinovsky · 33e Colley · 41e 72e Samatta · 45+2e Uronen | Spectateurs : 17 112 Arbitrage : Paolo Tagliavento | Spectateurs : 17 112 Arbitrage : Paolo Tagliavento |
| 21h05 CET   | Rapport                  |         |                                                              | Spectateurs : 17 112 Arbitrage : Paolo Tagliavento | Spectateurs : 17 112 Arbitrage : Paolo Tagliavento |

| 16 mars 2017 | KRC Genk     | 1 - 1   | KAA La Gantoise | Luminus Arena, Genk                                       |                                                           |
| 19h00 CET    | Castagne 20e | (1 - 0) | 84e Verstraete  | Spectateurs : 16 028 Arbitrage : Alberto Undiano Mallenco | Spectateurs : 16 028 Arbitrage : Alberto Undiano Mallenco |
| 19h00 CET    | Rapport      |         |                 | Spectateurs : 16 028 Arbitrage : Alberto Undiano Mallenco | Spectateurs : 16 028 Arbitrage : Alberto Undiano Mallenco |

| 9 mars 2017 | FC Copenhague            | 2 - 1   | Ajax Amsterdam | Parken Stadium, Copenhague                         |                                                    |
| 19h00 CET   | Falk 1re · Cornelius 60e | (1 - 1) | 32e Dolberg    | Spectateurs : 31 189 Arbitrage : Artur Soares Dias | Spectateurs : 31 189 Arbitrage : Artur Soares Dias |
| 19h00 CET   | Rapport                  |         |                | Spectateurs : 31 189 Arbitrage : Artur Soares Dias | Spectateurs : 31 189 Arbitrage : Artur Soares Dias |

| 16 mars 2017 | Ajax Amsterdam             | 2 - 0   | FC Copenhague | Amsterdam ArenA, Amsterdam                          |                                                     |
| 21h05 CET    | Traoré 23e · Dolberg 45+2e | (2 - 0) |               | Spectateurs : 52 270 Arbitrage : Ivan Kružliak (en) | Spectateurs : 52 270 Arbitrage : Ivan Kružliak (en) |
| 21h05 CET    | Rapport                    |         |               | Spectateurs : 52 270 Arbitrage : Ivan Kružliak (en) | Spectateurs : 52 270 Arbitrage : Ivan Kružliak (en) |

## Quarts de finale
Le tirage au sort des quarts de finale prend place le 17 mars 2017. Les matchs aller se jouent le 13 avril et les matchs retour le 20 avril 2017.
| Équipe             | Aller | Total             | Retour   | Équipe            |
| ------------------ | ----- | ----------------- | -------- | ----------------- |
| RSC Anderlecht     | 1 - 1 | 2 - 3             | 1 - 2 ap | Manchester United |
| Celta Vigo         | 3 - 2 | 4 - 3             | 1 - 1    | KRC Genk          |
| Ajax Amsterdam     | 2 - 0 | 4 - 3             | 2 - 3 ap | Schalke 04        |
| Olympique lyonnais | 2 - 1 | 3 - 3 (7 - 6 tab) | 1 - 2 ap | Beşiktaş JK       |

| 13 avril 2017 | RSC Anderlecht | 1 - 1   | Manchester United | Stade Constant Vanden Stock, Anderlecht      |                                              |
| 21h05 CEST    | Dendoncker 86e | (0 - 1) | 37e Mkhitaryan    | Spectateurs : 20 060 Arbitrage : Felix Brych | Spectateurs : 20 060 Arbitrage : Felix Brych |
| 21h05 CEST    | Rapport        |         |                   | Spectateurs : 20 060 Arbitrage : Felix Brych | Spectateurs : 20 060 Arbitrage : Felix Brych |

| 20 avril 2017 | Manchester United              | 2 - 1 ap              | RSC Anderlecht | Old Trafford, Manchester                                  |                                                           |
| 21h05 CEST    | Mkhitaryan 10e · Rashford 107e | (1 - 1, 1 - 1, 1 - 1) | 32e Hanni      | Spectateurs : 71 496 Arbitrage : Alberto Undiano Mallenco | Spectateurs : 71 496 Arbitrage : Alberto Undiano Mallenco |
| 21h05 CEST    | Rapport                        |                       |                | Spectateurs : 71 496 Arbitrage : Alberto Undiano Mallenco | Spectateurs : 71 496 Arbitrage : Alberto Undiano Mallenco |

| 13 avril 2017 | Celta Vigo                           | 3 - 2   | KRC Genk                 | Stade Balaídos, Vigo                            |                                                 |
| 21h05 CEST    | Sisto 15e · Aspas 18e · Guidetti 38e | (3 - 1) | 10e Boëtius · 67e Buffel | Spectateurs : 21 608 Arbitrage : Clément Turpin | Spectateurs : 21 608 Arbitrage : Clément Turpin |
| 21h05 CEST    | Rapport                              |         |                          | Spectateurs : 21 608 Arbitrage : Clément Turpin | Spectateurs : 21 608 Arbitrage : Clément Turpin |

| 20 avril 2017 | KRC Genk     | 1 - 1   | Celta Vigo | Luminus Arena, Genk       |                           |
| 21h05 CEST    | Trossard 67e | (0 - 0) | 63e Sisto  | Arbitrage : Willie Collum | Arbitrage : Willie Collum |
| 21h05 CEST    | Rapport      |         |            | Arbitrage : Willie Collum | Arbitrage : Willie Collum |

| 13 avril 2017 | Ajax Amsterdam          | 2 - 0   | Schalke 04 | Amsterdam ArenA, Amsterdam                      |                                                 |
| 21h05 CEST    | Klaassen 23e (pen.) 52e | (1 - 0) |            | Spectateurs : 52 384 Arbitrage : Sergei Karasev | Spectateurs : 52 384 Arbitrage : Sergei Karasev |
| 21h05 CEST    | Rapport                 |         |            | Spectateurs : 52 384 Arbitrage : Sergei Karasev | Spectateurs : 52 384 Arbitrage : Sergei Karasev |

| 20 avril 2017 | Schalke 04                                      | 3 - 2 ap              | Ajax Amsterdam               | Veltins-Arena, Gelsenkirchen                    |                                                 |
| 21h05 CEST    | Goretzka 53e · Burgstaller 56e · Caligiuri 101e | (0 - 0, 2 - 0, 3 - 0) | 111e Viergever · 120e Younes | Spectateurs : 53 701 Arbitrage : Ovidiu Hațegan | Spectateurs : 53 701 Arbitrage : Ovidiu Hațegan |
| 21h05 CEST    | Rapport                                         |                       |                              | Spectateurs : 53 701 Arbitrage : Ovidiu Hațegan | Spectateurs : 53 701 Arbitrage : Ovidiu Hațegan |

| 13 avril 2017 | Olympique lyonnais      | 2 - 1   | Beşiktaş JK | Parc Olympique lyonnais, Décines-Charpieu            |                                                      |
| 21h05 CEST    | Tolisso 83e · Morel 85e | (0 - 1) | 15e Babel   | Spectateurs : 55 452 Arbitrage : Antonio Mateu Lahoz | Spectateurs : 55 452 Arbitrage : Antonio Mateu Lahoz |
| 21h05 CEST    | Rapport                 |         |             | Spectateurs : 55 452 Arbitrage : Antonio Mateu Lahoz | Spectateurs : 55 452 Arbitrage : Antonio Mateu Lahoz |

| 20 avril 2017 | Beşiktaş JK                                                              | 2 - 1 ap              | Olympique lyonnais                                                          | Vodafone Arena, Istanbul                       |                                                |
| 21h05 CEST    | Talisca 27e 58e                                                          | (1 - 1, 2 - 1, 2 - 1) | 34e Lacazette                                                               | Spectateurs : 41 903 Arbitrage : Milorad Mažić | Spectateurs : 41 903 Arbitrage : Milorad Mažić |
| 21h05 CEST    | Rapport                                                                  |                       |                                                                             | Spectateurs : 41 903 Arbitrage : Milorad Mažić | Spectateurs : 41 903 Arbitrage : Milorad Mažić |
| 21h05 CEST    | Babel · Tosun · Hutchinson · Arslan · Talisca · Uysal · Tošić · Mitrović | Tirs au but 6 - 7     | Fekir · Tolisso · Ghezzal · Rybus · Valbuena · Diakhaby · Jallet · Gonalons | Spectateurs : 41 903 Arbitrage : Milorad Mažić | Spectateurs : 41 903 Arbitrage : Milorad Mažić |

## Demi-finales
Le tirage au sort des demi-finales prend place le 21 avril 2017. Les matchs aller se jouent les 3 et 4 mai et les matchs retour le 11 mai 2017.
| Équipe         | Aller | Total | Retour | Équipe             |
| -------------- | ----- | ----- | ------ | ------------------ |
| Ajax Amsterdam | 4 - 1 | 5 - 4 | 1 - 3  | Olympique lyonnais |
| Celta Vigo     | 0 - 1 | 1 - 2 | 1 - 1  | Manchester United  |

| 3 mai 2017 | Ajax Amsterdam                            | 4 - 1   | Olympique lyonnais | Amsterdam ArenA, Amsterdam                       |                                                  |
| 18h45 CEST | Traoré 25e 71e · Dolberg 34e · Younes 49e | (2 - 0) | 66e Valbuena       | Spectateurs : 52 141 Arbitrage : Gianluca Rocchi | Spectateurs : 52 141 Arbitrage : Gianluca Rocchi |
| 18h45 CEST | Rapport                                   |         |                    | Spectateurs : 52 141 Arbitrage : Gianluca Rocchi | Spectateurs : 52 141 Arbitrage : Gianluca Rocchi |

| 11 mai 2017 | Olympique lyonnais                       | 3 - 1   | Ajax Amsterdam | Parc Olympique lyonnais, Décines-Charpieu |                              |
| 21h05 CEST  | Lacazette 45e (pen.) 45+1e · Ghezzal 81e | (2 - 1) | 27e Dolberg    | Arbitrage : Szymon Marciniak              | Arbitrage : Szymon Marciniak |
| 21h05 CEST  | Rapport                                  |         |                | Arbitrage : Szymon Marciniak              | Arbitrage : Szymon Marciniak |

| 4 mai 2017 | Celta Vigo | 0 - 1   | Manchester United | Stade Balaídos, Vigo                            |                                                 |
| 21h05 CEST |            | (0 - 0) | 67e Rashford      | Spectateurs : 26 202 Arbitrage : Sergei Karasev | Spectateurs : 26 202 Arbitrage : Sergei Karasev |
| 21h05 CEST | Rapport    |         |                   | Spectateurs : 26 202 Arbitrage : Sergei Karasev | Spectateurs : 26 202 Arbitrage : Sergei Karasev |

| 11 mai 2017 | Manchester United | 1 - 1   | Celta Vigo    | Old Trafford, Manchester   |                            |
| 21h05 CEST  | Fellaini 17e      | (1 - 0) | 85e Roncaglia | Arbitrage : Ovidiu Hațegan | Arbitrage : Ovidiu Hațegan |
| 21h05 CEST  | Rapport           |         |               | Arbitrage : Ovidiu Hațegan | Arbitrage : Ovidiu Hațegan |

## Finale
| 24 mai 2017 | Ajax Amsterdam | 0 - 2   | Manchester United          | Friends Arena, Solna                           |                                                |
| 20h45 CEST  |                | (0 - 1) | 18e Pogba · 48e Mkhitaryan | Spectateurs : 46 961 Arbitrage : Damir Skomina | Spectateurs : 46 961 Arbitrage : Damir Skomina |
| 20h45 CEST  | Rapport        |         |                            | Spectateurs : 46 961 Arbitrage : Damir Skomina | Spectateurs : 46 961 Arbitrage : Damir Skomina |